# Francisco de Borja y Aragón
Francisco de Borja y Aragón   (Madrid, 1581 - Madrid, 26 de setembre de 1658) va ser un noble, militar, escriptor i poeta espanyol, II comte de Mayalde i conegut, pel seu matrimoni, com el Príncep d'Esquilache, va ser fill de Juan de Borja y Castro, I comte de Mayalde (tercer fill de Sant Francesc de Borja), i de Francisca de Aragón y Barreto, I comtessa de Ficalho, i descendent del rei Ferran el Catòlic.

Bon estudiant des de la seva infància, es va inclinar primer per les arts i les lletres. Per mèrits familiars, va ser nomenat cavaller de l'Orde de Montesa el 1588, així com de la de Orde de Sant Jaume amb dues encomanes. També va ser gentilhome de càmbra del rei Felip III. Va contreure matrimoni el 1602 amb la seva parenta Ana de Borja, Princesa d'Esquilache i comtessa de Simari.

## Virrei del Perú
Nomenat Virrey del Perú el 19 de juliol de 1614, va obtenir llicència per portar un seguici de seixanta valguts i servidors, a més de les veintiquatre criades que van acompanyar a la seva esposa. Va fer la seva solemne entrada a Lima el 18 de desembre de 1615, reemplaçant a Juan de Mendoza y Luna. Per atendre les funcions de govern va sol·licitar l'assessoria de Leandro de Larrinaga Salazar.
Amenaçat el litoral peruà per incursions piráticas, va proveir immediatament la defensa de la costa merodeada per marins holandesos, com Jacob Le Maire i Willem Schouten. Va afavorir la reglamentació dels repartiments per evitar els abusos comesos en perjudici dels indis, no obstant durant aquests anys el procurador Juan Ortiz de Cervantes va presentar successius memorials en la Cort a favor de la perpetuïtat de les encomanes. Va crear a Lima el Col·legi del Príncep, per a l'educació dels fills d'indis nobles (1620), i a Cusco els col·legis de San Francisco de Borja i San Bernardo (1619) per als fills de cacics i de conqueridors, respectivament. Va acomplir les butlles d'erecció de les diòcesis de Trujillo, Concepción i Buenos Aires (1616). Va afavorir l'entrada de Diego Vaca de Vega a les terres habitades pels nadius de Maynas i la fundació del poble que, en el seu homenatge, porta el nom de Borja (8 de desembre de 1619). Va procedir a reglamentar i instal·lar el Tribunal del Consolat (20 de desembre de 1619). A la seva sol·licitud, fou nomenat successor i sense esperar-ho, va emprendre viatge de retorn a Espanya el 31 de desembre de 1621.

## Obra literària
De retorn a la península, va dedicar el seu temps lliure a la producció poètica, arribant a publicar:
- Obras en verso (1630, 1652 y 1663)
- La pasión de Nuestro Señor Jesucristo en tercetos (1638)
- Nápoles recuperada por el rey don Alonso (1651 y 1658), poema heroico
- Oraciones y meditaciones de la vida de Nuestro Señor Jesucristo, con otros dos tratados de los tres tabernáculos y soliloquios del alma (1661).

Miguel de Cervantes va escriure un reconeixement al treball de Borja y Aragó en el ''Viatge del Parnàs''.

## Literatura
- Una aventura del virrey poeta i Los Duendes del Cuzco de Ricardo Palma, dos dels seus relats curts de ficció històrica que formen part del conjunt d'escrits que l'autor va publicar per diversos anys en periòdics i revistes, els mateixos que es basen en fets històrics de major o menor importància, propis de la vida de les diferents etapes que va passar la història del Perú; i, que es coneixen sota el títol de Tradiciones peruanas.